# ایلین همیلتون-اونال
ایلین همیلتون-اونال (انگلیسی: Elaine Hamilton-O'Neal؛ ۱۳ اکتبر ۱۹۲۰ – March 15, 2010 (aged 89)) نقاش، و کوهنورد اهل ایالات متحده آمریکا بود.
وی همچنین برندهٔ جوایزی همچون برنامه فولبرایت شده‌است.